# Avika Gor
Avika Gor (sinh 30 tháng 6 năm 1997) là một diễn viên phim truyền hình Ấn Độ. Cô được biết đến với vai diễn Anandi (lúc nhỏ) trong phim truyền hình Cô dâu 8 tuổi, và tiếp theo là bộ phim Cuộc chiến những nàng dâu. Gor ra mắt Tollywood với vai diễn trong phim Uyyala Jampala. Cô ra mắt trong phim rạp với tác phẩm của diễn viên-đạo diễn Kishan Shrikanth: Care of Footpath 2. Phim được chiếu tại Mỹ tháng 11 năm 2015 và được đánh giá là bộ phim có giá trị nghệ thuật cao từng được xét chọn tranh giải Oscar. Gor đã có mặt trong vài show diễn cho Gini và Jonny. Tiếng mẹ đẻ của cô là Gujarati..

## Truyền hình

### Phim bộ
- 2008: Raajkumar Aaryyan vai Rajkumari Bhairavi
- 2008: Meri Awaz Ko Mil Gayi Roshni
- 2008: Karam Apna Apna vai Shanti Kapoor
- 2008: Ssshhhh...Phir Koi Hai
- 2008: Chalti Ka Naam Gaadi
- 2008–10: Cô dâu 8 tuổi vai Anandi Khajaan Singh/Anandi Jagdish Singh (Lúc nhỏ)
- 2011–2016: Cuộc chiến những nàng dâu vai Roli Jamnalal Dwivedi/ Roli Siddhant Bharadwaj
- 2017 –hiện tại: Laado 2 vai Anushka

### Truyền hình thực tế
- 2009 India's Got Talent – Season 1
- 2010 Kitchen Champion
- 2012 Jhalak Dikhhla Jaa 5

## Phim ảnh
| Năm  | Phim                     | Vai        | Ngôn ngữ     | Ghi chú |
| ---- | ------------------------ | ---------- | ------------ | ------- |
| 2009 | Morning Walk             | Gargi      | Tiếng Hindi  |         |
| 2010 | Paathshala               | Avika      | Tiếng Hindi  |         |
| 2012 | Tezz                     | Piya Raina | Tiếng Hindi  |         |
| 2013 | Uyyala Jampala           | Uma Devi   | Telugu       |         |
| 2014 | Care of Footpath 2       |            | Kannada      | Filming |
| 2014 | Lakshmi Raave Maa Intiki | Lakshmi    | Tiếng Telugu |         |

## Giải thưởng và đề cử
| Năm  | Giải thưởng                           | Thể loại                         | Đề cử cho     | Kết quả   |
| ---- | ------------------------------------- | -------------------------------- | ------------- | --------- |
| 2008 | 8th Indian Television Academy Awards  | Nữ diễn viên nhí xuất sắc nhất   | Cô dâu 8 tuổi | Đoạt giải |
| 2008 | 8th Indian Television Academy Awards  | Best Actress – Drama (Jury)      | Cô dâu 8 tuổi | Đoạt giải |
| 2009 | 12th Rajiv Gandhi National Awards     | Young Prodigy                    | Cô dâu 8 tuổi | Đoạt giải |
| 2009 | 9th Indian Television Academy Awards  | Nữ diễn viên chính xuất sắc nhất | Cô dâu 8 tuổi | Đoạt giải |
| 2010 | 10th Indian Television Academy Awards | Nữ diễn viên chính xuất sắc nhất | Cô dâu 8 tuổi | Đoạt giải |